# Бурсяніно
Бурсяніно (рос. Бурсянино) — присілок у Венгеровському районі Новосибірської області Російської Федерації.
Входить до складу муніципального утворення Усть-Ізеська сільрада. Населення становить 67 осіб (2010).

## Історія
Згідно із законом від 2 червня 2004 року органом місцевого самоврядування є Усть-Ізеська сільрада.

## Населення
| 2002 | 2007 | 2010 |
| ---- | ---- | ---- |
| 84   | ↘81  | ↘67  |